# 朝鮮中央植物園
朝鮮中央植物園（朝鲜语：／）位於朝鮮民主主義人民共和國的首都平壤市之大城山的山腳，建於1959年4月:xx，與同年落成的朝鮮中央動物園以一個廣場相隔。佔地約20公頃。園區分為14個區域，包括園藝植物區、經濟植物區、植物分類區、玫瑰園、藥用植物區、果園、試驗區、苗圃與氣象站等，果園佔地2.4公頃，其內有關於果樹嫁接的研究進行。園內還有一區「國際友誼植物園」展示由國際友人贈送的植物，以及種植金日成花與金正日花的溫室，亦設有一座博物館與一座植物標本館，陳列約20萬件標本，提供群眾與學童植物學知識。園區共有來自熱帶、亞熱帶與溫帶的8,500種植物，其中2,500種是北韓的原生種。朝鮮中央植物園已與30個國家的植物園建立關係並分享資訊，該園並曾出版兩卷朝鮮植物志，紀錄產於北韓的經濟植物，以及一本記錄北韓植物的圖鑑。
北韓政府稱朝鮮中央植物園在保護朝鮮半島原種植物，與在原種植物自然棲息地以外保持植物多樣性起到不可磨滅的貢獻。此外，北韓政府亦會在朝鮮中央植物園舉辦植物展覽，屆時北韓各植物培植單位將會八方雲集共展朝鮮半島特有植物。
2007年朝韓首腦會晤後，時任韓國總統的盧武鉉與北韓最高人民会议常任委员会委员长金永南在朝鮮中央植物園種下了一棵來自韓國的松樹。
北韓植物學家任祿宰（임록재）曾任朝鮮中央植物園的園長。